# NSTニュース
『NSTニュース』（エヌエスティーニュース）は、NST新潟総合テレビで放送されている新潟県のニュース番組。NSTの社屋が長岡市にあった時から2015年3月29日まで「NSTニュース」として放送、ニュースが終了した後に天気予報を放送していた。2015年3月30日から「NSTこんやのニュース」に改題、キー局であるフジテレビの『みんなのニュース』ブランド終了後も、同タイトルで放送が継続されている。ハイビジョン制作（地上デジタル放送のみ）。

## 放送時間
- 日曜 21:47 - 21:50、月曜 - 土曜 20:54 - 21:00
  - 新潟県内のローカルニュースを放送。
  - 2018年3月31日まで、重大ニュース発生時や番組編成の都合（主に21:48から『NSTこんやのニュース』を放送し、続いて21:54から『NSTゴールデンニュース』を放送する場合）でごく稀に『THE NEWSα Pick』をネットしていたことがあり、この場合はタイトルが『NST FNNニュース』となっていた。
  - 日曜日は2025年3月30日まで21:48 - 21:54の時間帯で放送されていたが、翌週の4月6日より『Mr.サンデー』の時間拡大及び2部制移行に伴い、同番組の1部と2部の間のローカル差し替え枠に移動となった。

## キャスター
- 女性キャスターが担当している（時折男性キャスターが担当している時もある）。

## 昼のニュース枠
| 期間      | 期間      | 番組名                          |
| --------- | --------- | ------------------------------- |
| 1975.3.31 | 1983.9.30 | ANNニュースライナー             |
| 1983.10.1 | 1987.9.30 | FNNニュースレポート11:30        |
| 1987.10.1 | 2018.3.30 | NSTスピーク                     |
| 2018.4.2  | 2019.3.29 | FNN・NSTプライムニュース デイズ |
| 2019.4.1  |           | FNN・NST Live News days         |

## 夕方のニュース枠
| 期間      | 期間       | 平日                              | 週末                           |
| --------- | ---------- | --------------------------------- | ------------------------------ |
| 1981.4.1  | 1983.12.31 | NSTワイド630                      | FNNニュースレポート5:30        |
| 1984.1.1  | 1984.9.30  | NSTワイド630                      | NSTニュースコーナー            |
| 1984.10.1 | 1990.9.30  | FNN NSTワイド6:00                 | NSTニュースコーナー            |
| 1990.10.1 | 1997.3.30  | NSTスーパータイム FNN             | NSTニュースコーナー            |
| 1997.3.31 | 1998.3.29  | FNN NSTニュース555 ザ・ヒューマン | NSTニュースコーナー            |
| 1998.3.30 | 2001.9.30  | NSTスーパーニュース FNN           | NSTニュースコーナー            |
| 2001.10.1 | 2015.3.29  | NSTスーパーニュース FNN           | FNN NSTスーパーニュースWEEKEND |
| 2015.3.30 | 2018.4.1   | NSTみんなのニュース               | NST みんなのニュースWeekend    |
| 2018.4.2  | 2019.3.31  | NSTプライムニュース               | NSTプライムニュース            |
| 2019.4.1  | 2020.3.29  | NST Live News it!                 | FNN・NST Live News イット!     |
| 2020.3.30 |            | NST Newsタッチ                    | FNN・NST Live News イット!     |